# Салют-4
Салют-4 (ДОС-4 или № 124) е орбитална космическа станция по програмата за граждански пилотирани станции "„Долговременная орбитальная станция“ (ДОС)". Изведена в орбита от ракета носител „Протон-К“ на 26 декември 1974 година. Станцията приключва своята работа на 3 февруари 1977 година. За времето си на съществуване в нея работят два екипажа: на Союз 17 Алексей Губарев и Георгий Гречко, а след това на Союз 18 на станцията пребивават Пьотър Климук и Виталий Севастянов.

## Общи характеристики
- Дължина – 15,8 м
- Най-голям диаметър – 4,15 м
- Обитаем обем – 90 м³
- Стартова маса – 18.900 кг[1]
- Площ на Слънчевите батерии – 60 м²
- Количество на панели с.б. – 3
- Производство на електрическо – 4 kw
- Брой на докове за скачване – 1

## Научна апаратура
Масата на научната апаратура на Салют-4 е около 2 т, в нейния състав влизат 25 см слънчев телескоп ОСТ-1 (разработка КрАО), спектрометри (дифракционен КДС-3, за регистриране на изотопи на леки ядра СИЛЯ-4, слънчев КСС-2, инфрачервен телескоп ИТС-П), детектори на метеоритни частици ММК-1 и неутрални частици „Рябина“, масспектрометър „Спектр“, датчик измерващ температурата на горните слоеве на атмосферата „Эмиссия“, апаратура за наблюдения на Земята (КАТЭ-140, КАТЭ-500, БА-ЗК), телефотометър „Микрон“, оборудване за медицински и технологични експерименти.
Сред основните инструменти на станцията са рентгеновите телескопи „Филин“ и РТ-4. Телескопът РТ-4 представлява параболично огледало (диаметър 20 см) косо отразяване (ефективна площ ~100 см2) и газов детектор за меки рентгенови лъчи в диапазон на енергията ~ 0,15 – 0,3 КеВ. Телескопът бил монтиран извън херметичния отсек на станцията и имал два водача (по двете оси) и два обектива със зрително поле около 10 градуса. Телескопът работел в няколко режима. В основен режим станцията предварително се насочвала към изследвания обект, след което водачите на телескопа са го насочвали с точност около 15 ъглови минути и стабилизирали с точност 5 ъглови минути. В режим на сканиране телескопът оглеждал участък от небесната сфера с размери 8х8 градуса. В запасен режим е имало възможност за насочване на телескопа без използването на собствените направляващи водачи на телескопа (тоест чрез завъртане на станциятс). За астрометрически наблюдения паралелно се провеждало фотографиране на небето с камера БА-3К. Рентгеновият спектрометър „Филин“ представлявал газов детектор с обща площ ~500 см2. Работен диапазон на енергите – 0,2 – 10 КеВ. Спектрометърът „Филин“ също бил монтиран извън херметичния отсек на станцията.
Понеже рентгеновите инструменти не можели постоянно да работят в автоматичен режим, сеансите за наблюдения за цялото време на работа на станция Салют-4 на орбита не са много: 3 наблюдения са проведени от първата експедиция и 8 – втората.
Получен е енергетичният спектър на рентгеновите нови в съзвездие Инорог 1975 г. (A0620-00)
Измерени са потоци и спектри на редица рентгенови източници, в тоя число Скорпион Х-1, SS Лебед, Лебед Х-1, Циркуль X-1 и др.